# Raionul Cernihivka, Zaporijjea
Cernihivka (în ucraineană Чернігівський район, transliterat: Cernihivskîi raion) este un raion în regiunea Zaporijjea, Ucraina. Reședința sa este așezarea de tip urban Cernihivka.

## Demografie
Componența lingvistică a raionului Cernihivka
     Ucraineană (93,54%)
     Rusă (5,92%)
     Alte limbi (0,36%)
Conform recensământului din 2001, majoritatea populației raionului Cernihivka era vorbitoare de ucraineană (93,54%), existând în minoritate și vorbitori de rusă (5,92%).